# مبطاحیه
مبطاحیه (انگلیسی: Mibtahiah؛ زادهٔ ۴۷۶ پیش از میلاد - درگذشت قبل از ۴۱۶ پیش از میلاد) بانوی تاجر و بانکدار یهودی بود. او یکی از نخستین زنان یهودی است که اطلاعاتی خارج از کتاب مقدس از آنها وجود دارد و همچنین نخستین زن تاجر یهودی است. نام زندگی او به خوبی از مجموعه‌های پاپیروس آرامی باستان از شهر الفانتین در مصر، معروف به «پاپیروس موند سسیل» در موزه قاهره و «پاپیروس بادلیان» که به نام او «بایگانی مبطاحیه» نیز نامیده می‌شود، مستند است.
مبطاحیه دختر تاجری به نام «ماحسیاه» بود و احتمالاً خواهری به نام «مپطاحیه» و همچنین برادرزاده ای به نام «یدنیا» داشت که رهبر یهودیان بود. مبطاحیه سه بار ازدواج کرد و ازدواج‌های او شامل «قراردادهای پیش از ازدواج» بود که از ثروت و دارایی او محافظت می‌کرد. یکی از شوهرانش یک سازنده مصری به نام «ایسحور» (که بعداً ناتان نام گرفت) بود که با او شریک تجاری بود. او ملکی را از پدرش به ارث برد که در طول زندگی و تجارت خود رشد کرد و ارثی را به فرزندان خود به‌جای گذاشت.